# Agustín Millares Carló
Agustín Millares Carlo (Las Palmas de Gran Canaria, 10 de agosto de 1893-Las Palmas de Gran Canaria, 8 de febrero de 1980) fue un paleógrafo, bibliógrafo y académico español. Se le concedió el Premio Fastenrath en 1932 por su Tratado de paleografía española.

## Biografía
Nació en 1893 en Las Palmas de Gran Canaria en el seno de una familia preclara, docta y de estirpe liberal. Sus padres fueron Agustín Millares Cubas y Dolores Carló Medina y fue el tercero de una familia de seis hermanos. Por tanto, hijo y sobrino respectivamente de Agustín y Luis Millares Cubas, conocidos como los Hermanos Millares –dramaturgos y narradores integrados en el modernismo canario junto con Alonso Quesada y Tomás Morales–, y hermano del poeta posmodernista Juan Millares Carlo. Junto a su padre y al contacto con el Archivo de Protocolos de Las Palmas germinó su vocación archivística y paleográfica.
Comenzó sus estudios en el Colegio de la Sagrada Familia de su ciudad natal, posteriormente pasó a la escuela de las Hermanas de la Caridad y finalmente al Colegio San Agustín, en donde el año 1909 obtuvo el título de Bachiller. Viaja a la Península y se matricula en la Universidad Central de Madrid en las Facultades de Derecho y Filosofía y Letras. En un principio compagina ambas carreras, pero finalmente sólo obtiene el título de licenciado en Filosofía y Letras en el año 1913. Comienza entonces su carrera docente como profesor auxiliar. Al año siguiente se doctora con su tesis Documentos pontificios en papiro de Archivos Catalanes.
En 1915 ganó por oposición la Cátedra de latín en el Ateneo de Madrid. Al año siguiente es nombrado catedrático de Latín en el Instituto General y Técnico de Las Palmas de Gran Canaria.
En 1921 tomó posesión de la Cátedra de la Universidad de Granada y en 1923 obtuvo la plaza de Conservador para el Archivo del Ayuntamiento de Madrid. Un año después fue nombrado director del Instituto de Filología de Buenos Aires.
En 1926 llegó a la Cátedra de Paleografía de la Universidad Central de Madrid, cargo que compartió hasta 1936 con la docencia de Lengua Latina.
Su amistad y afinidad política con ateneístas como Isidoro Vergara, Manuel Azaña, Augusto Barcia, Manuel Martínez Risco y Honorato de Castro le llevaron a afiliarse al partido Acción Republicana, (Izquierda Republicana desde 1934) en el que también militaban escritores como Antonio Machado, Félix Urabayen o Luis Bello.
Entre 1931 y 1933, se presentó candidato por Acción Republicana como diputado a Cortes por la provincia de Las Palmas, aunque no deja en segundo plano su labor investigadora. Así en 1931 se conoció su Contribución al “Corpus” de Códices visigóticos y en 1932 salió a la luz la obra premiada por la Biblioteca Nacional, Ensayo de una bio-bibliografía de escritores naturales de las Islas Canarias. (Siglos XVI, XVII y XVIII), bajo el sello de la Tipografía de Archivos.
En 1934 fue nombrado Académico de la Real Academia de la Historia. Su discurso de presentación versó sobre los Códices de la Catedral de Toledo. Dos años después ocupó el cargo de Secretario de la Facultad de Filosofía y Letras, pero debido a la guerra civil española se trasladó a Francia, fijando su residencia en Hendaya. En 1938 se trasladó a México como vicecónsul. Allí tratará de manejar entre otros la ingente cantidad de republicanos que se exilian y el asunto de los niños de Morelia. Al acabar la guerra civil el gobierno franquista lo destituye.
Colaboró con La Casa de España en México (1938) luego  El Colegio de México, impartió las cátedras de paleografía y Lengua latina. Dirigió la sección bibliográfica de la Revista de Historia de América, editada por el Instituto Panamericano de Geografía e Historia (México), también la redacción del registro bibliográfico de la revista Filosofía y Letras (México) y la sección bibliográfica de Letras de México.
Desde 1939 hasta 1958 impartió clases de Paleografía y Lengua y Literatura Latinas en la Universidad Nacional Autónoma de México, compaginándolas con la edición de libros.
En 1954, el Fondo de Cultura Económica encargó a Millares Carlo la nueva edición de la Bibliografía mexicana del siglo XVI, publicada originalmente por Joaquín García Icazbalceta en 1886. Millares Carlo incrementó el número de libros registrados, además de ampliar las notas biográficas y sobre otros temas relacionados con la imprenta novohispana del siglo XVI.
En 1959 se trasladó a Venezuela donde permaneció hasta 1974 impartiendo clases en la Universidad de Zulia. Durante este tiempo, en el año 1963, fue repuesto en su Cátedra de Paleografía de la Universidad Complutense de Madrid. Este mismo año fue nombrado Académico Correspondiente de la Academia Nacional de la Historia de Venezuela. En 1965 fue nombrado doctor honoris causa por la Universidad de Zulia y en 1974 recibió la condecoración de la Orden de Francisco de Miranda.
En 1970 recibió el título de Hijo Predilecto de la ciudad de Las Palmas de Gran Canaria, y en 1976 fue investido doctor honoris causa por la Universidad de La Laguna (Tenerife).
A la muerte de Francisco Franco en 1975, regresó definitivamente a su ciudad natal donde impartió cátedra de Paleografía y Diplomática en el Centro Asociado de Las Palmas de la Universidad Nacional de Educación a Distancia (UNED) desde 1978 hasta su fallecimiento en 1980.

## Obras publicadas (selección)
Del autor
- Millares Carlo, Agustín (1929). Paleografía española: Ensayo de una historia de la escritura en España desde el siglo VIII al XVII. Colección Labor: Ciencias históricas. Editorial Labor.
- — (1931). Contribución al "Corpus" de códices visigóticos. - Madrid 1931. 281 S., XLVIII Taf. 8°. Publicaciones de la Facultad de filosofía y letras. Madrid: Universidad de Madrid.
- — (1941). Nuevos Estudios De Paleografía Española. La Casa de España en México.
- __ (1941) Antología latina. Tomo 1: Prosistas. La Casa de España en México.
- __ (1941) Cervantes, Miguel de. El Ingenioso hidalgo Don Quijote de La Mancha. [Edición anotada por Agustín Millares Carlo.] Séneca.
- __ (1942) Bartolomé de las Casas. Del único modo de atraer a todos los pueblos a la verdadera religión. [Advertencia preliminar, edición y anotación del texto latino por Agustín Millares Carlo.] Fondo de Cultura Económica.
- __; Mantecón, José Ignacio (1943). Ensayo de una bibliografía de bibliografías mexicanas. Gráfica Panamericana.
- __ (1944) Bibliografía de bibliografías mexicanas. Adiciones. Costa Amic.
- __ (1944). Introducción al estudio de la lengua latina. Editorial Delfín.
- __ (1950). Historia de la literatura latina. Breviarios. México, D.F. Fondo de Cultura Económica.
- __ (1954) García Icazbalceta, Joaquín. Bibliografía mexicana del siglo XVI. Nueva edición por Agustín Millares Carlo. Fondo de Cultura Económica.
- —; Centro de Historia del Estado Zulia (1968). Archivo del Concejo de Maracaibo: expedientes diversos I-II. Energía Eléctrica de Venezuela.
- — (1969). La imprenta y el periodismo en Venezuela. Temas venezolanos. Monte Ávila.
- — (1971). Introducción a la historia del libro y de las bibliotecas. México: Fondo de Cultura Económica.
- — (1973). Consideraciones sobre la escritura visigótica cursiva. Fuentes y estudios de historia leonesa 8. Centro de Estudios e Investigación San Isidoro, Archivo Histórico Diocesano.
- — (1973). Andrés Bello: ensayo bibliográfico. Editorial Universitaria.
- —; Mantecón, José Ignacio (1975). Álbum de paleografía hispanoamericana de los siglos XVI y XVII. Biblioteca de paleografía hispánica. Volumen 2. El Albir.
- —; Hernández Suárez, Manuel (1975-1993). Biobibliografía de escritores canarios (siglos XVI, XVII y XVIII). Las Palmas de Gran Canaria: El Museo Canario: Cabildo Insular de Gran Canaria.
- — (1976). Historia de la literatura latina. Breviarios del Fondo de Cultura Económica. Volumen 33. Fondo de Cultura Económica. ISBN 9789681607449.
- — (1977). Maracaibo y la independencia de Venezuela (1810-1812): documentos. Biblioteca venezolana de historia. Volume 23. Archivo General de la Nación.